# Aldealengua
Aldealengua – gmina w Hiszpanii, w prowincji Salamanka, w Kastylii i León, o powierzchni 5,48 km². W 2011 roku gmina liczyła 654 mieszkańców.